# Steinberg (Gemeinde Steinberg-Dörfl)
Steinberg (ungarisch Repczekőhalom, Kőhalom; kroatisch Štamperak), auch Steinberg an der Rabnitz, ist eine Ortschaft und eine Katastralgemeinde in der Gemeinde Steinberg-Dörfl im Burgenland.

## Geografie
Das Dorf Steinberg befindet sich südlich von Dörfl im Tal der Rabnitz und bildet mit Dörfl die Marktgemeinde Steinberg-Dörfl.

## Geschichte
1971 wurde die Marktgemeinde Steinberg an der Rabnitz und die Gemeinde Dörfl zusammengelegt.

## Verbauung
Ursprünglich als Zeilendorf mit der mittig liegenden Pfarrkirche Steinberg an der Rabnitz angelegt, entwickelte sich Steinberg nach Nordosten, wo an einem Kreisverkehr außerhalb des Ortes die Burgenland Schnellstraße beginnt.

## Kultur und Sehenswürdigkeiten
- Katholische Pfarrkirche Steinberg an der Rabnitz hl. Wenzel
- Blaudruckerei Koó

## Persönlichkeiten
- Alois Stimakovits (1897–1961), Maurermeister und Politiker (ÖVP)
- Gabriel Wagner (* 1940), ehemaliger österreichischer Politiker (ÖVP, danach FPÖ)
- Klaudia Friedl (* 1963), Politikerin